# Eugen Savu
Eugen Savu a fost ministru de finanțe al României între anii 1937-1938.